# Super Robot Wars: Original Generation
Super Wars Taisen: Original Generation (スーパーロボット大戦ORIGINAL GENERATION (Sūpā Robotto Taisen Orijinaru Jenerēshon?) in Giappone), è un videogioco di ruolo tattico per Game Boy Advance, sviluppato e pubblicato dalla Banpresto in Giappone, ed in seguito tradotto dalla Atlus per il mercato americano.
Il videogioco è stato originariamente pubblicato in Giappone il 22 novembre 2002 e vede protagonisti numerosi personaggi originali creati per la serie Super Robot Wars. Come la maggior parte dei primi titoli della serie, il videogioco non contempla alcun personaggio o mecha proveniente da anime o manga, ma soltanto creazioni originali della Banpresto. Il videogioco ottenne un buon successo in Giappone, e fu adattato in una breve serie di OAV intitolata Super Robot Wars Original Generation: The Animation, che si svolgeva dopo il secondo gioco della serie. Una serie televisiva intitolata Super Robot Wars Original Generation: Divine Wars invece rielabora la storia del primo gioco. Original Generation fu pubblicato negli Stati Uniti l'8 agosto 2006. Si tratta del primo gioco della serie Super Robot Wars ad essere commercializzato al di fuori del Giappone, cosa resa possibile dal fatto che non fosse contemplato in esso l'utilizzo di personaggi di altre anime, che quindi avrebbero creato problemi di copyright al di fuori del Giappone.
Un sequel, Super Robot Wars: Original Generation 2, è stato reso disponibile il 3 febbraio 2005 in Giappone d è stato pubblicato sul mercato americano il 21 novembre 2006. Il 27 giugno 2007, Super Robot Wars OG: Original Generations, un remake migliorato di entrambi gli Original Generation, è stato pubblicato in Giappone per PlayStation 2.

## Trama
Sono passati duecento anni dall'inizio dell'"era spaziale", un periodo in cui la civilizzazione ha iniziato ad espandersi nello spazio. Tuttavia, dall'inizio del ventunesimo secolo, due meteoriti abbattutesi sulla terra hanno devastato gran parte del territorio terrestre, creando il caos fra gli umani. Dall'anno 179 dell'era spaziale, una segreta tecnologia chiamata EOT (Extra Over Technology) è stata scoperta dal governo federale terrestre all'interno di un terzo meteorite, abbattutosi sull'isola Maquesas nel Pacifico del sud. Il dr. Brian Zoldark, mentre investigava sul meteorite, scoprì anche che i creatori dell'EOT stavano giungendo sulla Terra per riprendersi la loro tecnologia. Per potersi difendere dagli invasori, il governo iniziò a sviluppare un gruppo di mecha umanoidi conosciuti come Personal Troopers.
La razza aliena creatrice dell'EOT, chiamati Aerogaters dal governo federale terrestre, inizialmente attaccò una nave terrestre inviata ad investigare la loro presenza nel sistema solare esterno. Queste schermaglie iniziali finirono in una sconfitta per gli Aerogaters, costringendo gli alieni a negoziare con l'esercito della federazione. Il summit fra i governi alieni e terrestri si sarebbe dovuto svolgere in una zona segreta in Antartide, ma i colloqui diventano l'obiettivo di una organizzazione criminale chiamata i Divini Crociati.
I Divini Crociati distruggono la delegazione degli Aerogater, per poi scagliarsi contro le forze della federazione. Brian Zoldark rivela se stesso come leader dei Divini Crociati, annunciando l'esistenza degli Areogaters al mondo interno e ribellandosi al governo terrestre. La Terra finisce vittima di una guerra civile, mentre gli Aerogaters muovono guerra contro la Terra per riprendersi l'EOT...

## Videogiochi successivi
I personaggi, le unità e le ambientazioni di Super Robot Wars: Original Generation sono utilizzati successivamente anche nei seguenti videogiochi:
- Shin Super Robot Wars
- Super Robot Wars Gaiden: Masō Kishin - The Lord Of Elemental
- Super Robot Wars 2
- Super Robot Wars F
- Super Robot Wars F Final
- Super Robot Wars Alpha
- Super Robot Wars Alpha Gaiden
- Super Robot Wars Compact 2
- Super Robot Wars Impact
- Super Hero Sakusen
- Hero Senki: Project Olympus
- Super Robot Wars Scramble Gather